# Шест дана, седам ноћи
Шест дана, седам ноћи (енгл. Six Days, Seven Nights) је америчка пустоловна комедија из 1998. године.

## Радња
Службеница гламур магазина Робин Монро одлетела је на тропско острво Макатеа (Макоти), где ју је њен вереник Френк запросио и званично објавио веридбу. Робин је неочекивано позван на Тахити због проблема на послу. Једини начин да стигнете до Тахитија је да летите у четвороседу Де Хевиленд Канада ДХЦ-2 Бивер са пилотом Квином Харисом. Током лета, Робин и Квин су захваћени грмљавином и принудно слећу на напуштено острво. Стајни трап и радио су у квару. Они у невољи су приморани да преживљавају на острву попут Робинсона Крусоа. Морају да траже воду, храну, покушају да позову помоћ. Два тако различита човека различитог узраста нехотице прилазе једно другом.
У међувремену, пријатељи и породица почињу да траже, а неколико дана касније, Робин и Квин сматрају мртвима. Френк је такође постао близак пријатељ са Квиновом стјуардесом Анђеликом, током потраге и спавао је са њом. Квин проналази срушени јапански хидроавион из времена 2. светског рата на острву и прилагођава пловке са њега на свој авион. Недалеко од напуштеног острва пловили су пирати, а жртве катастрофе су постале несвесни сведоци убиства власника заробљеног чамца од стране пирата. Пиратима уопште нису били потребни сведоци, а Квин и Робин су за длаку успели да побегну полетевши у на брзину поправљеном авиону у последњем тренутку.
Нестали се враћају у цивилизацију. Сада четири хероја морају да се изборе са својим компликованим односима. Главни лик одлази кући и раскине са Френком. Квин, који у почетку није хтео да мења начин живота и сматрао је „острвску“ романсу са Робин несрећом, изненада жури на аеродром. У последњем тренутку сустиже Робин и обавија је у наручју.

## Улоге
| Глумац          | Улога        |
| --------------- | ------------ |
| Харисон Форд    | Квин Харис   |
| Ен Хејч         | Робин Монро  |
| Дејвид Швимер   | Френк Мартин |
| Џеклин Обрадорс | Анџелика     |
| Темуера Морисон | Јагер        |
| Дени Трехо      | Пирс         |
| Клиф Кертис     | Кип          |

## Зарада
Филм је у САД зарадио 74.339.294 $
- Зарада у иностранству - 90.500.000 $
- Зарада у свету - 164.839.294 $